# Toblacher See
Der Toblacher See (italienisch Lago di Dobbiaco) ist ein kleiner, ursprünglich zerklüfteter Alpensee, der im Höhlensteintal in 1259 m Höhe in der Südtiroler Gemeinde Toblach liegt. Die Rienz ist sein Zu- und Abfluss. Der See hat einen Umfang von etwa 4,5 Kilometern, sein Volumen wird auf 286.000 Kubikmeter geschätzt. Er befindet sich im Naturpark Fanes-Sennes-Prags und ist als Naturdenkmal geschützt.
Der See bildete sich im Altertum infolge zahlreicher Bergstürze, die sich von den Bergen am Westufer des Sees lösten. 
Zwischen 1983 und 1987 wurden Arbeiten zur Resystematisierung des Sees ausgeführt, vor allem wurde Sediment entfernt, hauptsächlich im Südteil des Beckens. Zur ständigen Pflege des Sees wird die Vegetation verschnitten und überschwemmte Vegetation entfernt. 
Auf dem See kann man in der warmen Jahreszeit Rundfahrten auf einem Boot oder Pedalo unternehmen. In der kalten Jahreszeit dagegen, wenn der See komplett zugefroren ist, kann man stattdessen Curling betreiben oder eislaufen.
In der Nähe des Sees befinden sich ein Campingplatz und einige Restaurants.

## Naturlehrpfad
Rund um den See wurde im Frühling 2000 ein Naturlehrpfad angelegt. An der Strecke, die entlang des Seeufers verläuft, sind elf verschiedene Informationstafeln über die den See umgebende Natur angebracht. Die Tafeln vermitteln detaillierte Informationen über Flora, Fauna und Geomorphologie des Gebiets in der Nähe des Sees. Die Gehzeit für den Lehrpfad beträgt ungefähr zwei Stunden.

## Besonderheiten
Um den See gibt es fünf italienische Bunker, die 1939 auf Befehl von Benito Mussolini errichtet wurden, um die italienische Grenze zu schützen. Diese Bauwerke gehören zum Alpenwall in Südtirol, genauer zur Sperre Höhlensteintal Nord.

## Bilder

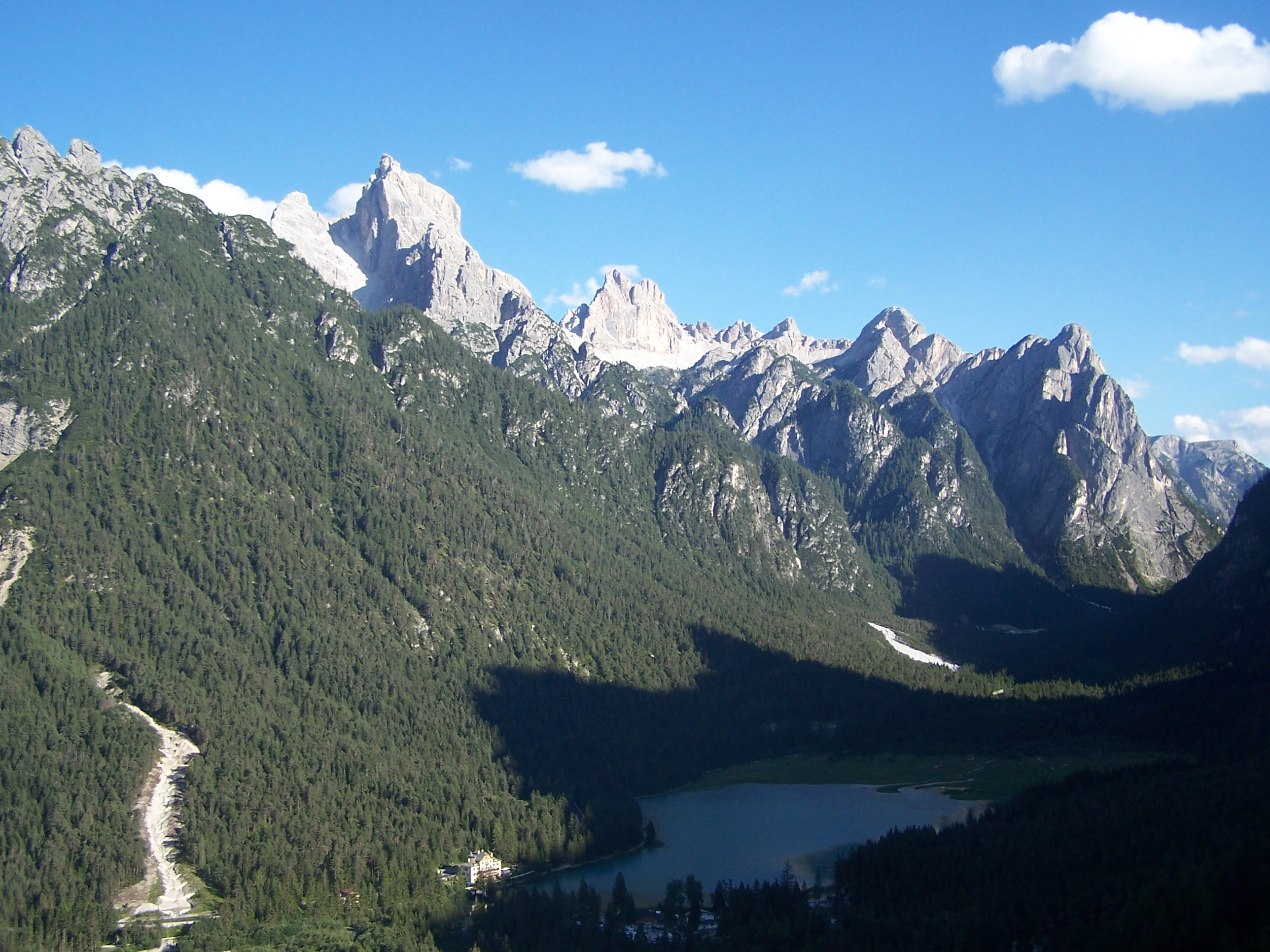
Blick von oberhalb
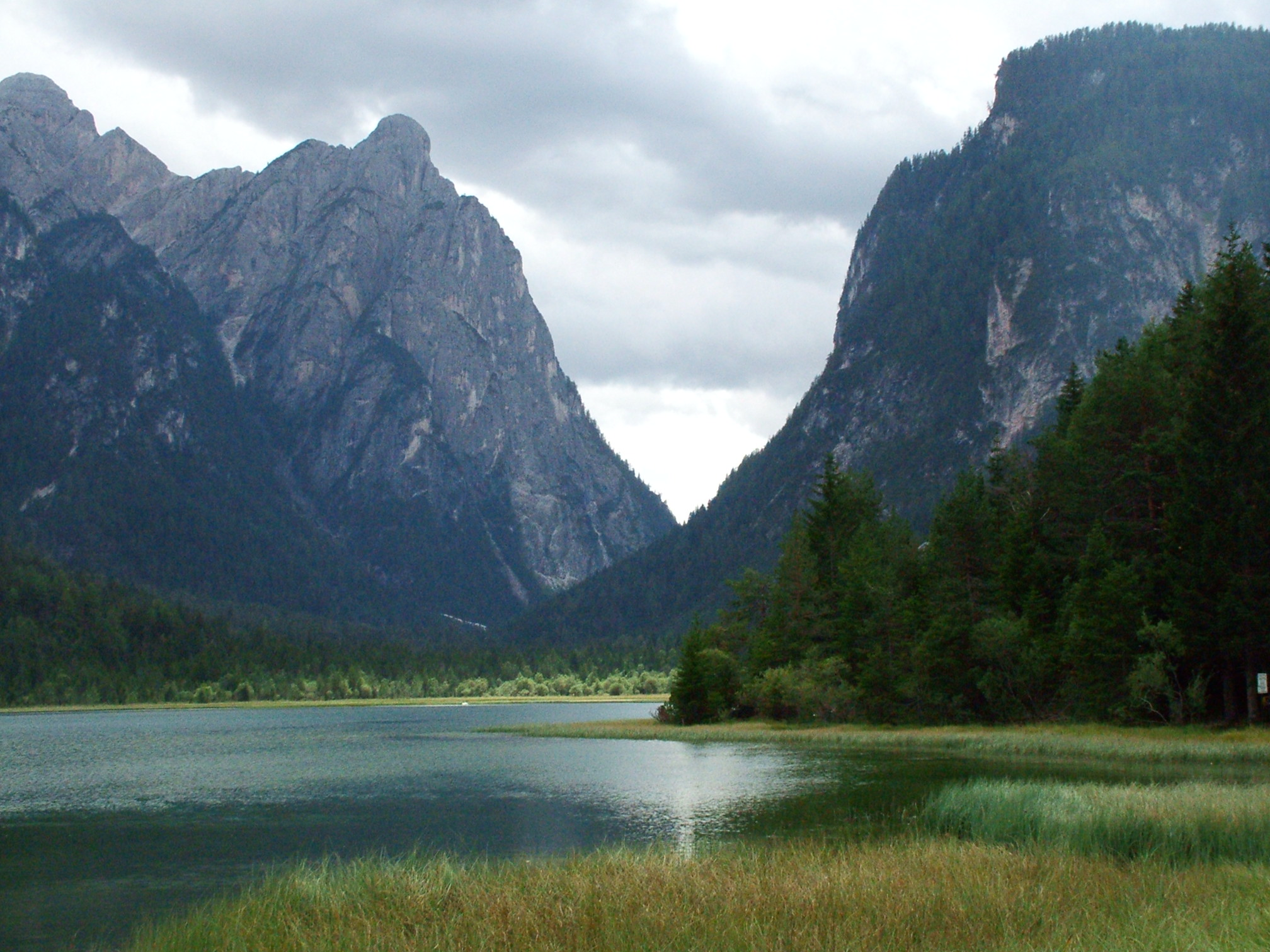
Blick zum Südufer
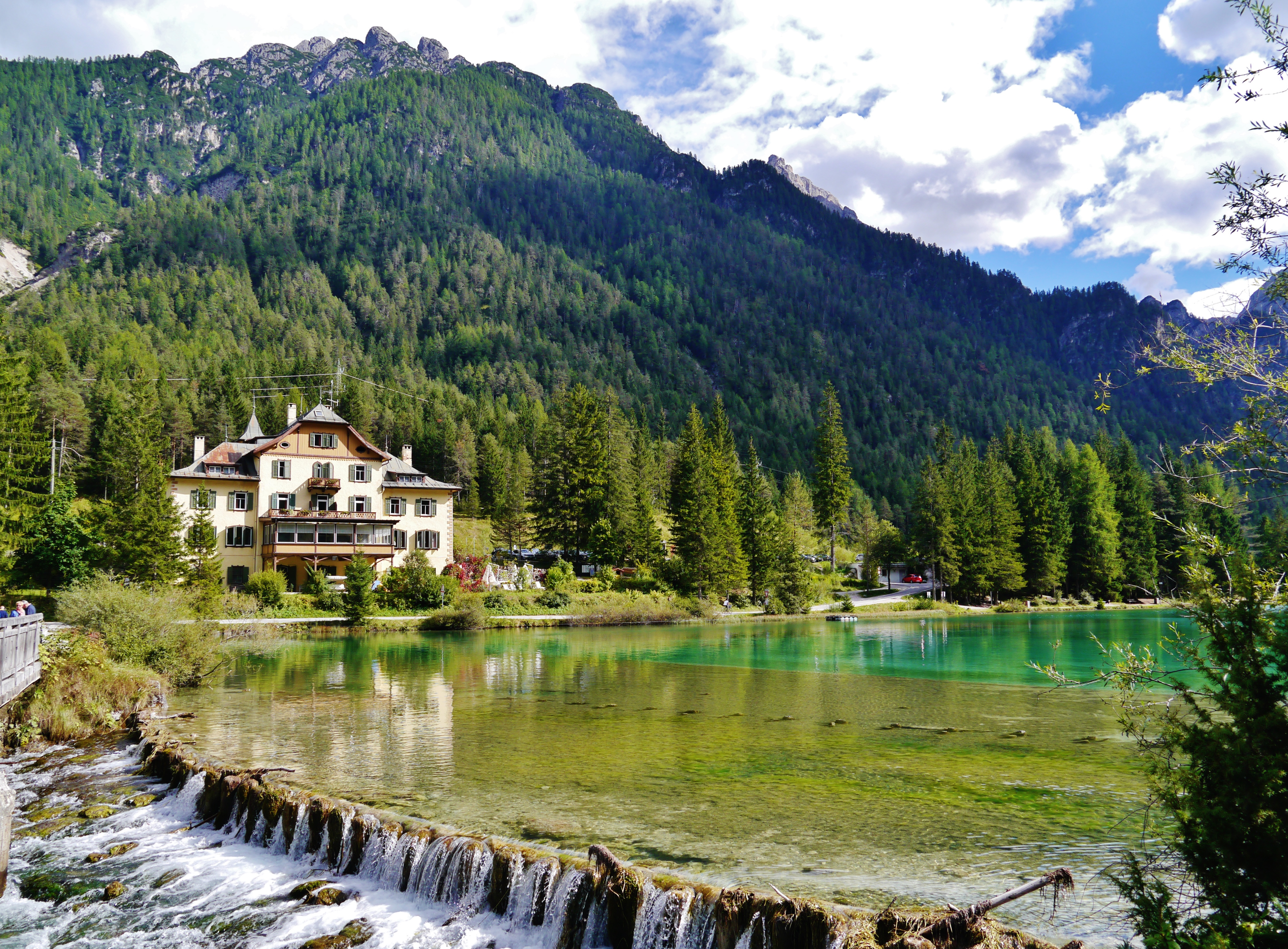
Am Nordufer